# Таганрогский 136-й пехотный полк
136-й пехотный Таганрогский полк — пехотная воинская часть Русской императорской армии.
Полковой праздник — 8 июля.
Старшинство установлено с 14 февраля 1831 года.

## История полка
Полк составился в 1863 году из 4-го кадрового и резервных 5-го и 6-го батальонов Замосцкого пехотного полка как Замосцкий резервный полк, каждый из этих батальонов имел собственную историю, старшинство и знаки отличия. К августу 1863 года полк переформирован в трёхбатальонный состав и 13 августа 1863 получил наименование Таганрогский пехотный полк, а 25 марта 1864 наименование полка было дополнено № 136. В 1879 году сформирован 4-й батальон полка. 18 марта 1884 года всем батальонам полка присвоено старшинство от даты формирования Замосцкого пехотного полка, как части, сформированной из его половины, тогда же переписана и история части, ставшей таким образом до 1863 года копией истории Замосцкого пехотного полка, одновременно с этим изменялась история и изменялись знаки отличия батальонов, входивших в состав полка
Полк принимал участие в Первой мировой войне.

### 1-й батальон полка
1-м батальоном полка с 1863 года стал 4-й батальон Замосцкого пехотного полка. Этот батальон был сформирован 9 февраля 1834 года как 4-й действующий батальон Замосцкого егерского полка. Батальону установлено старшинство с 1729 года, как сформированному из чинов 1-го батальона Замосцкого полка, имевшего это старшинство. 11 апреля 1834 года пожаловано простое знамя без надписи. 20 июня 1838 года знамени батальона пожалована юбилейная лента. 19 марта 1850 года пожаловано Георгиевское знамя с надписью «За усмирение Трансильвании в 1849 году». 30 августа 1856 года пожаловано Георгиевское знамя с надписью «За усмирение Трансильвании в 1849 году и за Севастополь в 1854 и 1855 годах» (впоследствии это знамя стало полковым знаменем 136-го Таганрогского полка). 6 апреля 1863 года перечислен в новый Замосцкий резервный полк, составив его 1-й батальон. Приказом от 18 марта 1884 старшинство батальона упразднено и юбилейная лента сдана в арсенал. 
Батальон в составе Замосцкого полка принимал участие в Венгерском походе 1849 года и Крымской войне.

### 2-й батальон полка
2-м батальоном полка с 1863 года стал 5-й батальон Замосцкого пехотного полка. Этот батальон был сформирован 30 апреля 1802 года как 3-й батальон Тульского мушкетерского полка, старшинство ему было установлено с 1769 года, как сформированному из чинов 1-го и 2-го батальонов Тульского полка, ведших историю от сформирования Московского легиона. При сформировании батальону выдано два простых знамени, из числа пожалованных Тульскому полку 30 июня 1797 года. 21 августа 1814 года в батальоне оставлено одно знамя. 24 февраля 1818 года пожаловано новое простое знамя. 9 мая 1830 года назван 3-м резервным батальоном Тульского пехотного полка. 6 февраля 1831 года батальон отчислен на сформирование Замосцкого пехотного полка, составив его 3-й резервный батальон, при этом в батальоне было сохранено знамя, пожалованное в 1818 году. 28 января 1833 года назван 4-м резервным батальоном Замосцкого егерского полка. 9 февраля 1834 года стал 5-м резервным батальоном Замосцкого егерского полка. 23 августа 1856 года все чины батальона уволены в бессрочный отпуск. Летом 1863 года вновь собран из бессрочно-отпускных и рекрут как 2-й батальон Замосцкого резервного полка, вскоре включен в Таганрогский пехотный полк. 30 августа 1869 года в честь столетнего юбилея батальону пожаловано юбилейное простое знамя с юбилейной лентой «1769—1869». Приказом от 18 марта 1884 года старшинство батальона упразднено и юбилейная лента сдана в арсенал.
За время своего существования до включения в состав Таганрогского полка батальон принимал участие в следующих боевых кампаниях:
- Война четвёртой коалиции,
- Русско-шведская война (1808—1809),
- Отечественная война 1812 года,
- Заграничный поход русской армии 1813—1814 годов,
- Крымская война.

### 3-й батальон полка
3-м батальоном полка с 1863 года стал 6-й батальон Замосцкого пехотного полка. Этот батальон был сформирован 14 февраля 1831 года как 3-й резервный новосформированного 52-го егерского полка, при этом ему было установлено старшинство с 1769 года, как сформированному из чинов частей ведших историю с 1769 года, предположительно от Таганрогских пограничных батальонов. 28 января 1833 года 52-й егерский полк расформирован, а батальон перечислен в состав Замосцкого егерского полка, став его 5-м резервным батальоном. 9 февраля 1834 года стал 6-м резервным батальоном Замосцкого егерского полка. 30 августа 1834 года переформирован в запасной полубатальон № 60 Замосцкого егерского полка. 20 января 1842 года запасной полубатальон № 60 переформирован в 6-й запасной батальон Замосцкого егерского полка. 10 марта 1854 года стал 6-м резервным батальоном Замосцкого егерского полка. 23 августа 1856 года все чины батальона уволены в бессрочный отпуск. 30 августа 1856 года батальону пожаловано Георгиевское знамя с надписью «За Севастополь в 1854 и 1855 годах». Летом 1863 года батальон был вновь собран из бессрочно-отпускных и рекрут как 3-й батальон Замосцкого резервного полка, вскоре включен в состав Таганрогского пехотного полка. 
30 августа 1869 года в честь столетнего юбилея батальону пожаловано юбилейное Георгиевское знамя с надписью «За Севастополь в 1854 и 1855 годах» с юбилейной лентой «1769—1869». Приказом от 18 марта 1884 года старшинство батальона упразднено и юбилейная лента сдана в арсенал. Батальон принимал участие в подавлении польского восстания 1831 года и в Крымской войне. 

### 4-й батальон полка
4-й батальон был сформирован 7 апреля 1879 года из стрелковых рот 1-го, 2-го и 3-го батальонов. При сформировании батальону выдано простое знамя 8-го запасного батальона Замосцкого егерского полка, который, в свою очередь, был сформирован 10 марта 1854 года и в том же году ему было выдано простое знамя без надписи. Приказом от 23 августа 1856 года 8-й батальон был расформирован, а знамя его хранилось в арсенале.
Полк отличился в Первую мировую войну, в частности, в Янчинском бою 1914 г.

## Командиры полка
- 21.04.1863 — хх.хх.1864 — полковник Линевич, Василий Николаевич
- ранее 03.06.1864 — хх.хх.1868 —  полковник Бушен, Николай Христианович
- хх.хх.1868 — 30.08.1873 — полковник Салацкий, Виктор Дмитриевич
- 30.08.1873 — 29.03.1881 — полковник Бойе, Виктор Яковлевич
- 29.03.1881 — 27.01.1887 — полковник Бялоцкий, Александр Григорьевич
- 31.01.1887 — 06.10.1889 — полковник Ватропин, Александр Иванович
- 11.10.1889 — 22.01.1892 — полковник Иваницкий, Александр Яковлевич
- 22.01.1892 — 04.05.1892 — полковник Гек, Андрей Константинович
- 10.05.1892 — 02.07.1892 — полковник Волков, Владимир Сергеевич
- 03.07.1892 — 16.09.1896 — полковник Нечаев, Павел Дмитриевич
- 16.09.1896 — 03.07.1899 — полковник Алексеев, Константин Михайлович
- 23.07.1899 — 12.07.1902 — полковник Жолтановский, Василий Петрович
- 06.08.1902 — 24.03.1909 — полковник Рудницкий, Эдмунд-Болеслав Иванович
- 08.04.1909 — 22.01.1912 — полковник Блюмгардт, Карл-Леопольд Христианович
- 22.01.1912 — 26.08.1914[2] — полковник Ольховский, Вячеслав Александрович
- 02.11.1914 — 16.03.1916 — полковник (с 06.12.1915 генерал-майор) Черкасов, Пётр Владимирович
- 20.03.1916 — 07.03.1917 — полковник Ростовцев, Фёдор Иванович
- 07.03.1917 — после 17.06.1917 — полковник Васильев, Михаил Александрович

## Знаки отличия полка
- Георгиевское знамя с надписью «За усмирение Трансильвании в 1849 году и за Севастополь в 1854 и 1855 годах».

## Отличившиеся воины полка
- Скрипников, Даниил Прокофьевич — прапорщик, Полный Георгиевский кавалер.

## В Гражданской войне
В 1918 году чины полка участвовали в Екатеринославском походе. В 1919 году кадр полка служил во ВСЮР в Сводном полку 34-й дивизии (к осени во 2-м Сводном полку). В 1920 году в Русской армии кадр полка развернут в полк под своим названием. Состав полка на 1 августа — 42 офицера, 797 солдат, 36 пулеметов. Участвовал в боях в Северной Таврии и обороне Перекопа. Расформирован в Галлиполи и его солдаты и офицеры влиты в Алексеевский полк. Последний командир — полковник В. фон Эссен.

## Другие части этого имени
- Таганрогский гарнизонный полубатальон корпуса Внутренней Стражи. Сформирован 7 апреля 1854 года; Отличился при обороне Таганрога в 1855 году, с 1864 года стал Таганрогской местной(уездной) командой, упразднённой в 1881 году.
- 1-й, 2-й, 3-й, 4-й Таганрогские пограничные гарнизонные батальоны. Сформированы в 1769 году, в 1806—1811 годах пошли на формирование полевых пехотных частей.
- Таганрогский драгунский (уланский) полк. см историю 12-го уланского Белгородского полка.